# Pholcus pennatus
Pholcus pennatus là một loài nhện trong họ Pholcidae. Loài này được phát hiện ở Trung Quốc.